# Ружа Томашић
Ружа Томашић (рођ. Будимир; Младошевица, Маглај, 10. мај 1958) хрватска је политичарка. Томашићева је европска посланица и потпредседница Хрватске конзервативне странке.

## Биографија
Рођена је 10. маја 1958. године у Младошевици код Маглаја у Босни и Херцеговини. Живела је са родитељима, братом и шест сестара у Великој Копаници. Играла је рукомет. Са 15 година отишла је у Канаду, где је живела њена сестра. Тамо је завршила полицијску академију (Ontario Police College). Ружа Томашић истакла се међу најбољима у класи те 1985. године постаје мотополицајка. Радила је као полицајка у борби против дроге, малолетничке деликвенције итд. Била је каскадерка у двадесет епизода серије Досије Икс и у серији Миленијум .
Удала се за Владу Томашића у Канади, пореклом са Корчуле. Током посете Фрање Туђмана Ванкуверу, била је у његовом обезбеђењу, јер је положила курс за заштиту државних службеника. На Туђманов позив вратила се у Хрватску и постала део председничког обезбеђења у Банским дворима. Била је и у осигурању Стипе Месића 1991. Престала је да ради у осигурању 1992. године, јер се разболела од рака материце. Вратила се у Канаду, излечила се од рака и остала у Канади до 1998. године. Потом је са супругом и децом дошла на Корчулу, након чега је почела да се бави политиком и постала чланица Хрватске странке права. Године 2006. доживела је мождани удар.
Више пута је јавно упозоравала на појаву дистрибуције дроге на Корчули од стране нарко-групе коју води Јакша Цвитановић Цвик, на основу чега је ухапшен и суђен, те је осуђен на 8 година и 3 мјесеца затвора.

## Улазак у политику

### ХСП, ХСП АС и ХКС
Била је посланица ХСП-а у Сабору од 2003. до 2008. године и председница Националног вијећа за праћење спровођења Националног програма за борбу против корупције, чланица Одбора за имиграцију и Одбора за европске интеграције, заменица члана Делегација Хрватског сабора у Заједничком парламентарном одбору Републике Хрватске - ЕУ 
Због незадовољства Антом Ђапићем и његовим начином вођења ХСП-а, 6. септембра 2009. оснива Хрватску странку права др. Анте Старчевић. На конвенцији у Илоку за прву председницу странке изабрана је Ружа Томашић. Странка је регистрована 15. октобра 2009.
На хрватским парламентарним изборима 2011. године, Ружа Томашић, шеф коалиције Хрватска странка права др. Анте Старчевић - ХСП др. Анте Старчевић и Хрватска чиста странка права – ХЧСП освојио је 1 мандат и са те листе изабрана за посланицу у Хрватском сабору.
На изборима за европски парламент 2013. године, који су одржани по систему преференцијалног гласања (гласованје за „отворену” листу), изабрана је са 64.758 гласова, што је најбољи резултат на њеној листи.
Она је 3. новембра 2014. године поднела неопозиву оставку на место председнице Хрватске странке права. Анте Старчевић те је изашла из странке.
У јануару 2015 . придружила се Хрватској конзервативној странци. На првој Главној скупштини Хрватске конзервативне странке, која је одржана 21. марта 2015. године у Загребу, изабрана је за председницу странке.

### Европски парламент

#### Први мандат (2013 — 2014)
На првим хрватским изборима за Европски парламент 2013. Томашић је изабрана за посланикинју у Европском парламенту, освојивши скоро 65.000 гласова на заједничкој листи три странке ( ХДЗ - ХСП АС - БУЗ ). Тако је била друга по укупно освојеним гласовима на изборима, одмах иза Тонина Пикуле .
На својем првом заседању у Европском парламенту, заједно са Давором Ивом Стиером, покренула је дебату о стратегији рибарства за Јадранско и Јонско море и заложила се да свака медитеранска држава Европске уније прогласи своју економску зону. Залагала се за заштиту истарског пршута и прошека на европском нивоу, јер је Хрватска, као тада најмлађа чланица ЕУ, стављена у подређен положај немогућности заштите пољопривредних производа пре дана приступања Унији. Том приликом је међу представницима одржала дегустацију далматинског прошека и других хрватских вина. Захваљујући њеном залагању, хрватски језик је стекао равноправан положај у Европском парламенту, након што је оштро протестовала против предлога којим се желело одгодити пуну употребу хрватског језика у Парламенту.

#### Други мандат (2014 — 2018)
На хрватским изборима за Европски парламент 2014. године са 107.000 преференцијалних гласова била је друга кандидаткиња са највише гласова на изборима.
Већ на почетку свог мандата, заједно са Иваном Малетић, Маријаном Петир, Дубравком Шуицом и другим хрватским представницима, упутила је молбу за помоћ у накнади штете настале током великих поплава у источној Хрватској у мају исте године. Прва се заложила за решавање питања несталих и суђења ратним злочинцима као услова за улазак Србије у Европску унију, због чега је добила подршку већине посланика у Парламенту и научних заједница у Хрватској, чиме се поново поставља питање лустрације у Хрватској, али и у другим посткомунистичким европским земљама. Поново је покренула то питање након осуде Јосипа Перковића и Здравка Мустача, бивших делатника УДБЕ, одговорних за убиство хрватског емигранта Стјепана Ђурековића.
Почетком 2015. год Европски парламент прихватио је њена два амандмана на европску уредбу о рибарству у Медитерану, након што су претходно добили велику подршку матичног Одбора за рибарство Европског парламента. Она је том приликом поново истакла значај ЗЕРП- а као заштите мора од прекомерног излова рибе. У априлу исте године покренула је расправу у којој је указала на кршење Протокола о привременом режиму на јужној граници Јадрана из 2002. године од стране Црне Горе 2002. Црна Гора је злоупотребила тај Протокол пецајући у хрватским територијалним водама. Месец дана раније, она је критиковала италијанског представника Пјера Антонија Панцерија, који је у свом извештају о људским правима и демократији у свету 2013. године изразио жаљење због исхода хрватског референдума о уставној дефиницији брака, чиме је директно прекршено неколико закона, међу којима је и сам Устав ЕУ-а, према коме треба поштовати вољу бирача сваке државе чланице. Након њене реакције, Панцеринијеве изјаве осудило је политичко руководство већине држава чланица, укључујући Италију, као и Католичку цркву, док тадашњи премијер Зоран Милановић није реаговао, јер је и сам био противник одржавања референдума.
Након ослобађајуће пресуде Војиславу Шешељу од стране Међународног суда за ратне злочине у Југославији у Хагу, Томашић је у интервјуу са ББЦ-ом истакао да је реч о политичкој пресуди, пажљиво осмишљеној и грађеној годинама. Она је истакла и да је смешно што Шешељ током суђења није крио мржњу према Хрватима и босанским Муслиманима, као ни ратно хушкање, због чега су му судије више пута замериле. Томашић се током 2016. године истакла у заштити хрватског рибарства. У фебруару те године, Одбор за рибарство ЕП је већином гласова прихватио извештај којим је затражена измена тзв. Медитеранских прописиа из 2006. и укидање забране риболова малим обалним рибарима.
Она је након терористичког напада у Паризу у новембру 2016. године истакла значај борбе против исламског тероризма, излажући бројне доказе о повезаности исламских терориста са европским избегличким таласом у који је дошло на десетине хиљада симпатизера ИСИЛ-а и других исламских терористичких организација. Своје ставове је износила и истакла и након терористичких напада у Берлину и Бриселу, након којих су њене изјаве покренуле расправе о безбедности граница ЕУ.

## Награде и признања
- 2010 : Председник Републике Хрватске Иво Јосиповић одликовао ју је Орденом Стјепана Радића за посебан допринос у борби против корупције и организираног криминала.[26]